# Hrabstwo Anderson (Teksas)

Piramida wieku hrabstwa

Hrabstwo Anderson (ang. Anderson County) – hrabstwo w USA, w stanie Teksas. Stolicą hrabstwa jest Palestine. Hrabstwo Anderson zostało utworzone w 1846 i nazwane tak w imieniu Kennetha Andersona, który był wiceprezydentem Republiki Teksasu. Zachodnią granicę hrabstwa tworzy Trinity River, a wzdłuż wschodniej granicy biegnie rzeka Neches.

## Gospodarka
56% areału hrabstwa zajmują pastwiska, 16% uprawy i 22% to obszary leśne. 
- hodowla świń (7. miejsce w stanie), brojlerów (20. miejsce), bydła i koni[2]
- uprawa choinek (29. miejsce), warzyw, orzechów pekan, melonów, brzoskwiń i kukurydzy[2][1]
- produkcja siana[2]
- akwakultura[2]
- wydobycie ropy naftowej i gazu ziemnego[3].

## Sąsiednie hrabstwa
- Hrabstwo Henderson (północ)
- Hrabstwo Cherokee (wschód)
- Hrabstwo Houston (południe)
- Hrabstwo Leon (południowy zachód)
- Hrabstwo Freestone (zachód)

## Miasta
- Elkhart
- Frankston
- Palestine

## Demografia
W 2020 roku 74,5% mieszkańców hrabstwa stanowiła ludność biała (58,3% nie licząc Latynosów), 21,9% to byli czarnoskórzy Amerykanie lub Afroamerykanie, 1,7% było rasy mieszanej, 0,9% to byli Azjaci i 0,7% to rdzenna ludność Ameryki. Latynosi stanowili 18,2% ludności hrabstwa.

## Religia
W 2020 roku w hrabstwie Anderson swoją działalność prowadzi wiele kościołów protestanckich (baptyści, bezdenominacyjni, zielonoświątkowcy, metodyści, campbellici i inni), które są główną siłą religijną. Kościół katolicki (8,7%) był drugim co do wielkości związkiem wyznaniowym. Obecne były także niewielkie społeczności świadków Jehowy (1%) i mormonów (0,78%).